# Кэмпбелл, Кэти
Кэ́ти Кэ́мпбелл (англ. Cathy Campbell; 1962 — 23 февраля 2012) — новозеландский диктор, журналистка, бизнесвумен и пиар-консультант.

## Биография
Работала ведущей и корреспондентом на радио и на телевидении, а в 1989 году стала первой женщиной-ведущей на «Новозеландском спортивном шоу». Позже она открыла свою собственную пиар-компанию — «Cathy Campbell Communications».
Была замужем за телеведущим и продюсером Риком Салаццо, имела сына Карло Салаццо.
Умерла 23 февраля 2012 года после 2-х летней борьбы с раком мозга в возрасте 49-ти лет.